# Joaquín de Eleta

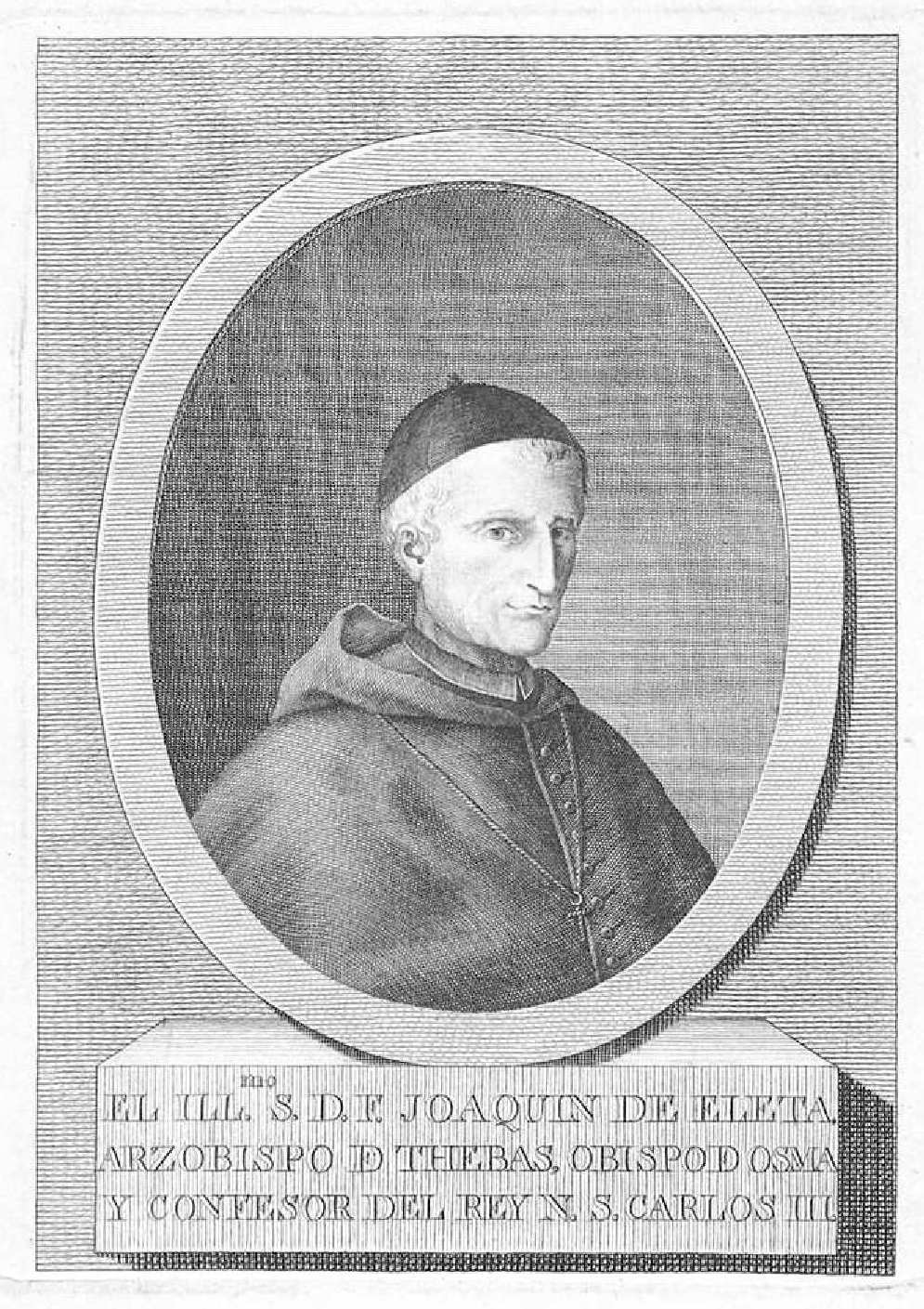
Joaquín de Eleta, ilustración de Descripción Histórica del Obispado de Osma con el catálogo de sus prelados por Don Juan Loperráez Corvalán... ; tomo primero. Madrid, en la Imprenta Real, 1788. Biblioteca Nacional de España.

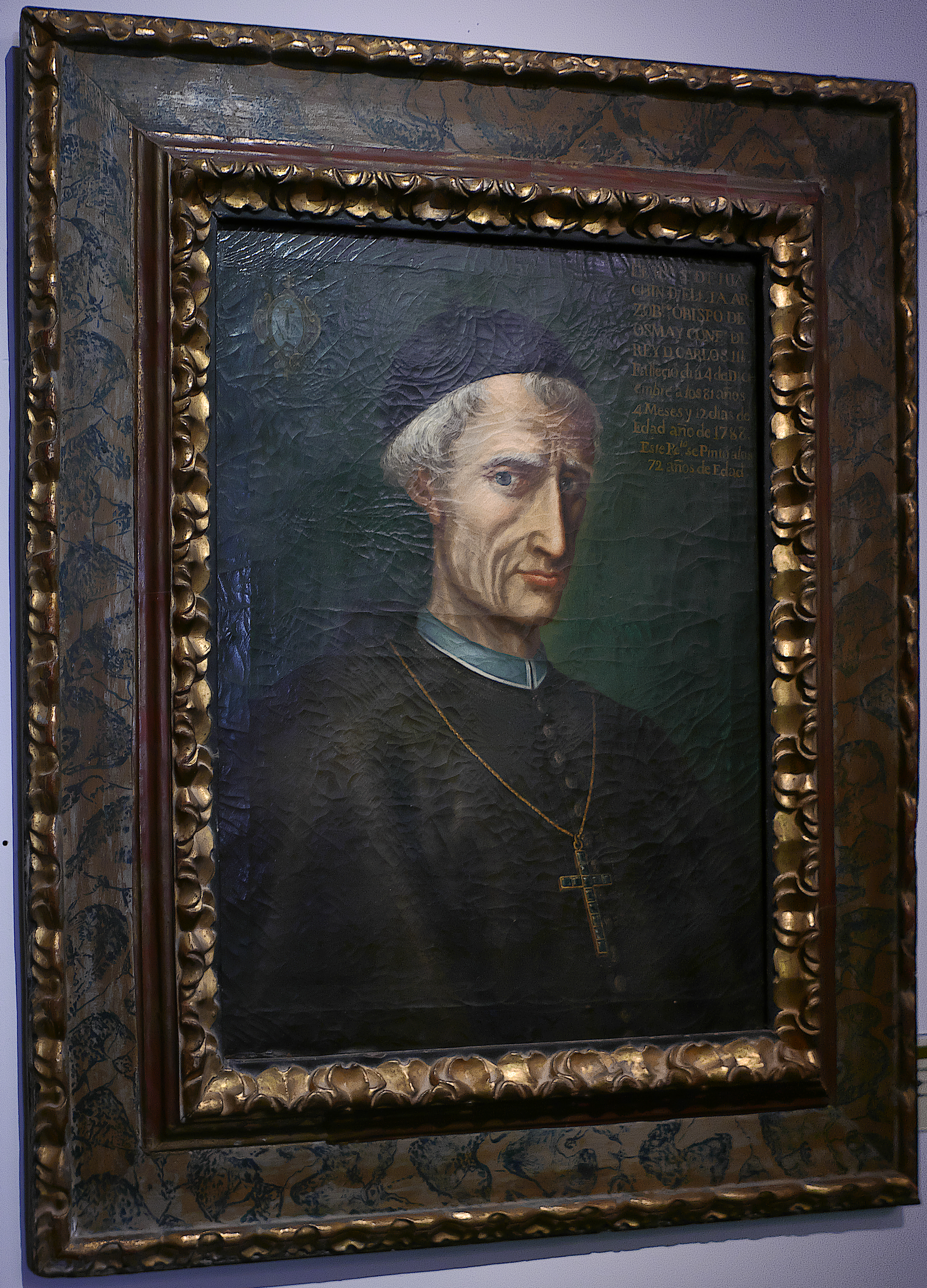
Retrato de Joaquín de Eleta por Manuel de Torrijos (Santuario de San Pedro de Alcántara, Arenas de San Pedro)

Joaquín de Eleta y la Piedra (El Burgo de Osma, 22 de julio de 1707-Madrid, 4 de diciembre de 1788) fue un sacerdote franciscano y obispo español.

## Biografía
Nace en la villa episcopal de El Burgo de Osma, diócesis de Osma, provincia de Soria, el 22 de julio de 1707. Ingresó en el Colegio-Universidad de Santa Catalina de El Burgo de Osma a estudiar Latinidad y Filosofía y probablemente se graduaría de bachiller en  Teología y Cánones en esa universidad.
Al cumplir los diecisiete años partió de su villa natal, ingresando en la Orden Franciscana en el convento del Santo Ángel de Alcalá de Henares. Después de un año de noviciado, profesó el 1 de noviembre de 1725, sin querer cambiar su nombre secular. Continuó sus estudios en Madrid y en el convento de San Buenaventura de Ocaña, donde cursó Teología Escolástica.
El 6 de enero de 1761, fray Joaquín fue nombrado Confesor del rey y, más tarde, le fue encomendada la dirección de las conciencias de los príncipes e infantes. Además de ser confesor real, Carlos III quiso que fuera nombrado inquisidor de la Suprema, cargo del que tomó posesión el 14 de febrero de 1764.
El 21 de enero de 1770 fue consagrado arzobispo titular de Tebas y el 27 de diciembre de 1786 fue nombrado Obispo de Osma, eximiéndole de la residencia en dicha diócesis para poder así seguir ejerciendo su ministerio de confesor del Rey.
Murió el 4 de diciembre de 1788 en el Palacio Real de Madrid, solo dos años después de su nombramiento como obispo de Osma. Fue confesor del rey durante 27 años y ejerció el episcopado durante 18, de los cuales sólo dos fue obispo de Osma.